# Индо-греческое царство
И́ндо-гре́ческое ца́рство — государство в Северной Индии, существовавшее в период с 180 г. до н. э. до 10 года н. э. и управлявшееся греческими царями, продолжателями династии Евтидема. Индо-греческое царство возникло как расширение Греко-Бактрийского царства.

## История
Индо-греческое царство основал Деметрий, сын греко-бактрийского царя Евтидема.

### Завоевание Северной Индии

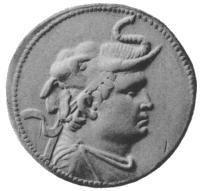
Основатель Индо-греческого царства Деметрий с короной из головы слона — символ покорения Индии

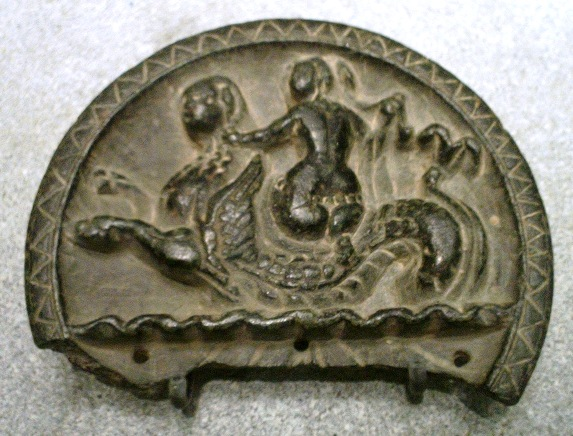
Индо-греческое изображение Нереиды верхом на ките (морском монстре), II век до н. э. Сиркап

Вторжение в Северную Индию Деметрий начал в 180 году до н. э., после того, как династия Маурьев была свергнута полководцем Пусьямитой Шунга, основавшим свою династию Шунга (185—78 годах до н. э.). Греки продвинулись до самой столицы Паталипутры в Восточной Индии (теперь Патна). Страбон (15.698) писал:
«Те, кто пришёл за Александром, дошли до Ганги и до Паталипутры».
Индийские летописи также говорят о греческой атаке городов Матхура, Панчала, Сакета и Паталипутра, об этом пишет Патанджали около 150 года до н. э., а также Юга Пурана (Гарги-Самхита).
К югу греки заняли области Синдх и Гуджарат, а потом стратегический порт Баригаза (Бхаруч), о чём говорит Страбон и другие авторы, и что засвидетельствовано на монетах Аполлодота I. Более вероятно, занятие области к востоку от Пенджаба совершилось позже, во второй половине века царём Менандром.
Город Сиркап, на северо-западе современного Пакистана, по всей вероятности, был построен Деметрием. По своей структуре город использует греческие стандарты градостроительства. Найдено немало предметов эллинистической культуры, в частности, монеты греко-бактрийских царей и изображения на камнях сцен из греческой мифологии.

### Укрепление царства Менандром I

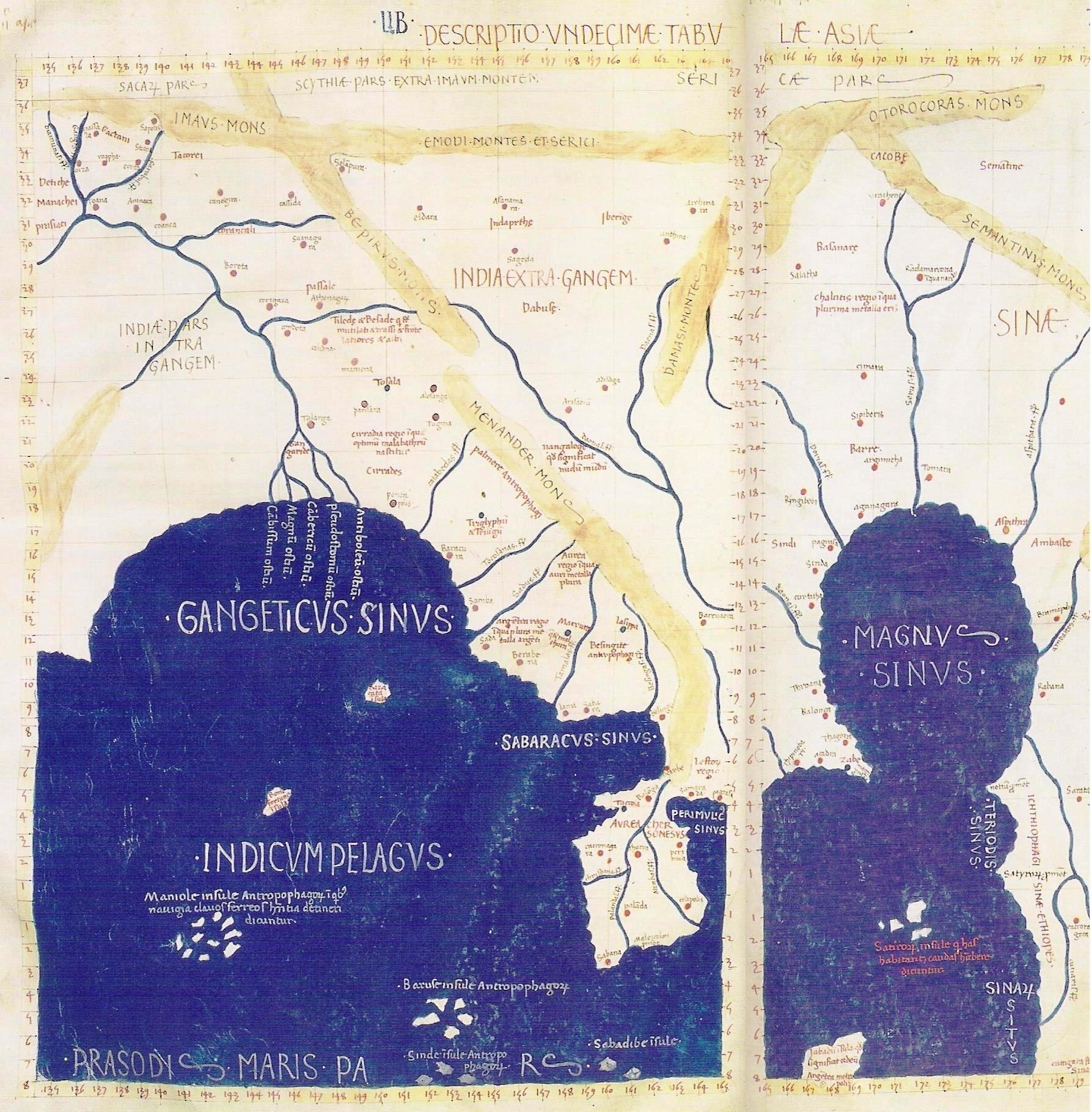
Фрагменты Восточной Азии от Ганги до Сингапура на Карте Мира Птолемея

Первый поход был завершён к 175 году до н. э., и царство Шунга потеснилось на восток, но в это время в Бактрии узурпатор Евкратид совершил переворот, лишил власти династию Евтидема и занял территорию вплоть до реки Инд, это происходило между 170 и 150 гг. до н. э. Гарги-самхита (Юга-пурана 7) сообщает о раздорах между греками и ожидает жестокой гражданской войны.
Продвижение Евкратида было, однако, остановлено Менандром I, который обосновался в индийской части державы, одержав в Бактрии ряд побед, что зафиксировано на монетах в греко-бактрийском стиле, после чего он продолжил экспансию на восток.
Менандра можно считать самым успешным индо-греческим царём, покорившим максимальную территорию. Его монеты наиболее часто встречаются и распространены на большой территории. Термин «горы Менандра» (Menander Mons) в I веке до н. э. означал горный хребет на крайнем востоке Индостана, где находятся Холмы Нагов и Аракан, как показано на карте Птолемея. Менандр I упоминается в буддийской литературе (Милиндапаньха — Вопросы царя Менандра) как царь Милинда, обратившийся в буддизм: он стал архатом, и его мощи бережно хранились, подобно мощам Будды.
В 125 до н. э. на территорию индо-греков вторглись греко-бактрийцы во главе с царём Гелиоклом, сыном Евкратида, но в это время юэчжи стали наступать с севера на греко-бактрийцев и заняли Бактрию. Оставшееся царство было разделено на две части — династия Менандра осталась на своих территориях к востоку от реки Джхелум вплоть до Матхура, а другие цари управляли большей территорией (Паропамисады, западный Пенджаб и Арахозия). Столицей Индо-греческого царства стал Сиалкот.

### Восточные территории

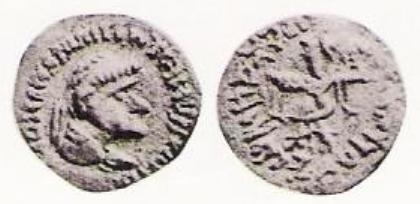
Последний индо-греческий царь Стратон II, завершивший правление около 10 н. э.

Около двадцати царей правило после Менандра. После смерти Менандра правила его вдова Агафоклея, которая потом некоторое время осуществляла опеку над сыном Стратоном I.
Около 100 года до н. э. индийские цари смогли вернуть территорию Матхура и Восточный Пенджаб к востоку от реки Рави, после чего они стали чеканить собственную монету. Упоминания об Арджунайане и Яудхее на монетах связано с победами над греками в соответствующих районах Матхура. В I веке до н. э. индийские цари стали также чеканить свои монеты, подражая по стилю индо-греческим.
Западный царь Филоксен смог на короткое время занять всю оставшуюся греческую территорию от Паропамисад до Западного Пенджаба между 100 и 95 годами до н. э., после чего царство снова распалось. Восточные цари смогли вернуть территорию вплоть до Арахозии.
Около 80 года до н. э. царь индо-скифов Меус, а возможно, военачальник на службе индо-греков, управлял несколько лет северо-западной Индией, но потом индо-греки снова смогли вернуть власть. Царь Гиппострат (65—55 год до н. э.) был, пожалуй, самым успешным из последующих царей, но потом он потерпел поражение, и индо-скифский царь Азес I установил новую династию.
В течение всего I века до н. э. индо-греки постепенно теряли территорию по причине вторжения индо-скифов, удерживаясь в восточном Пенджабе, пока последний индо-греческий царь Стратон II Сотер не был побеждён индо-скифами, и в 10 году н. э. ко власти пришёл Раджувула.

### Западные территории
Гелиокл правил в западной части Индо-греческого царства в Паропамисадах (около Кабула), но был свергнут по причине нашествия на Бактрию юэчжей. Он отчеканил несколько монет по верху монет царицы Агафоклеи, показав тем самым, что занял часть её территории. Его последователь Зоил I чеканил монеты с Гераклом и символами победы, он, по-видимому, вступил в альянс с юэчжами.
Известно около восьми западных индо-греческих царей, последним из которых был Гермей, правивший примерно до 70 до н. э., пока его не сменили юэчжи, пришедшие из Бактрии. В китайских хрониках Поздней Династии Хань говорится, что китайский генерал Вэнь Чжун помогал организовать союз Гермея с юэчжами против индо-скифов.
После 70 года до н. э. юэчжи стали управлять Паропамисадами, но ещё тридцать лет выпускали монеты Гермея, а потом они сменились кушанскими монетами.
Предположительно юэчжи заняли Паропамисады после Гермея. Первый упоминаемый в документах принц юэчжи Сападбиз правил около 20 г. до н. э., о нём говорится по-гречески в том же стиле, что и о предыдущих греческих царях. Юэчжи распространились на восток в I веке н. э. и образовали Кушанскую Империю. Первый кушанский царь Куджула Кадфиз ассоциировал себя с Гермеем на своих монетах, видимо, подчёркивая свою преемственность или обосновывая право на престол.

## Индо-греческие связи

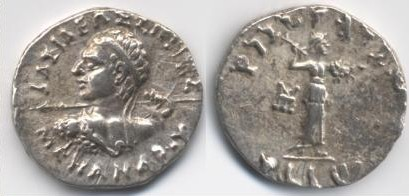
Двуязычная серебряная монета царя Менандра с надписью на греческом и пали: «Царя спасителя Менандра»

Греки могли считать себя союзниками династии Маурья с тех пор, как Селевк I заключил союз с Чандрагуптой Маурьей, закрепив его родственными связями, о чём пишет Юниан Юстин. В одном из эдиктов (наскальный эдикт 13) Ашока упоминает империю Селевкидов в ряду мест, где была одержана победа дхармы, а греческое население своей империи — в ряду адептов буддизма.
Известно, что в Индо-греческом царстве процветал буддизм. Существует мнение, что вторжение бактрийских греков в Индию было обусловлено не только защитой греческих поселенцев, но и буддийского населения бывшей Империи Маурьев от религиозных преследований со стороны брахманистской династии Шунга.
Деметрий, предпринявший поход, называется в индийских пуранах (Юга-Пурана) Дхармамита («друг дхармы»). Основанный Деметрием город Сиркап сочетает греческую и индийскую культуру без видимых следов сегрегации.
Первые монеты, посвящённые индо-греческим царям, содержат эпитет βασιλευς σωτηρ (царь-спаситель).
В индийской литературе для индийских греков используется название явана (транслитерация от ионийцы). В Харивамсе индо-греки явана совместно с группами сака, камбоджа, пахлава и парава относятся к кшатриям (касте воинов). Мадджхима-никая говорит, что явана камбоджа — неиндийские касты воинов, в то время как среди индийского населения существуют только две категории людей — арья (хозяева) и даса (рабы), которые могут переходить из одной категории в другую.

## Индуизм
Об индуизме можно судить по монетам, которые чеканили греческие цари. В самом начале на монетах активно сочетались изображения индийских богов с греческими образами, а также встречались двуязычные надписи.
Далее индуистских божеств изображать перестали, появились буддийские изображения в эллинистическом стиле. Это даёт возможность предположить, что греки, завоёвывая Индию, вначале стремились быть популярными среди индуистских общин, а потом стали активно внедрять буддизм.
В позднее время снова стали чеканиться монеты с греческими и индуистскими мотивами уже индийскими царями, возможно, для подтверждения своего права преемственности.

## Буддизм

### Обращение царя Менандра в буддизм

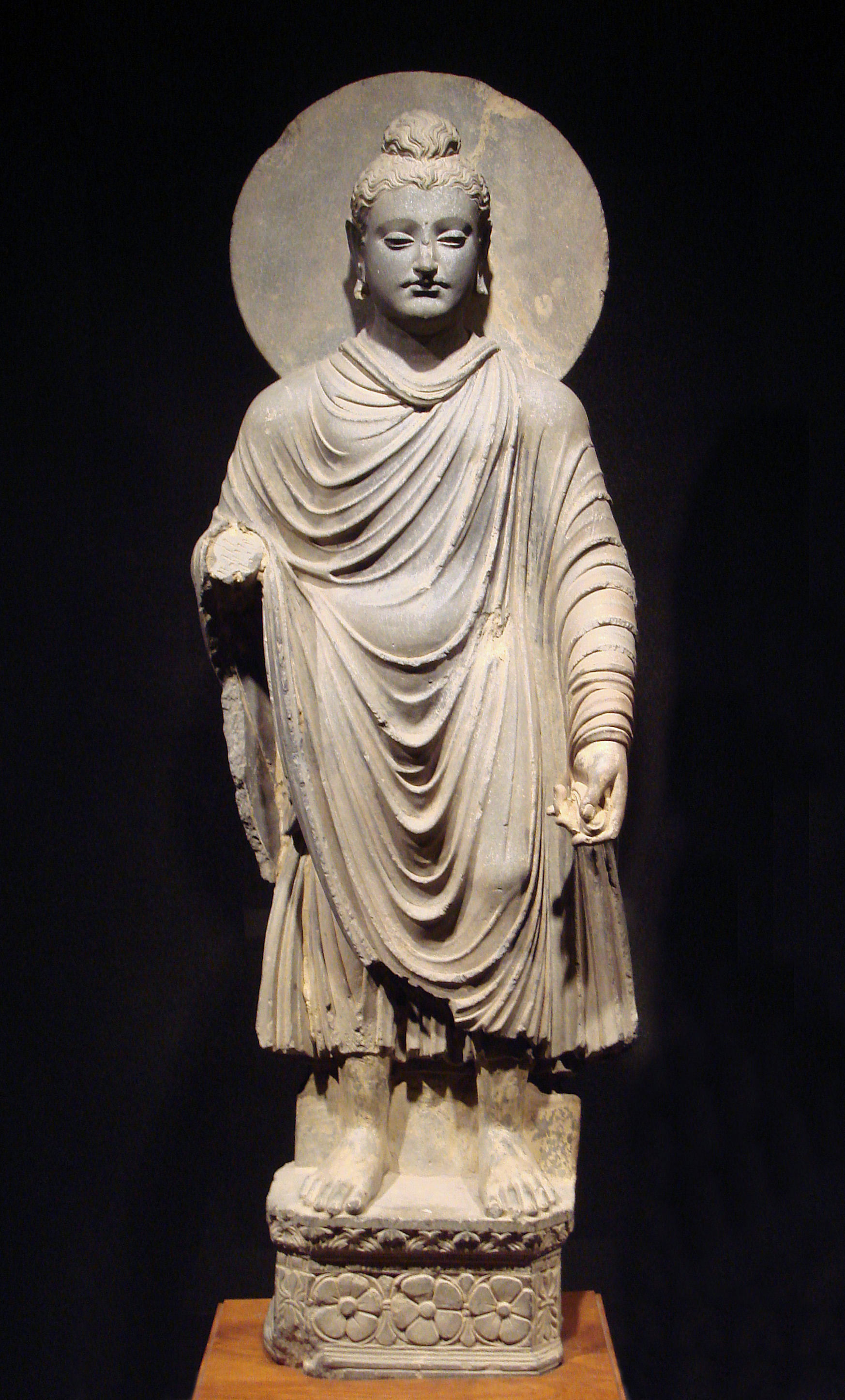
Будда Гандхары

Царь Менандр I (Милинда) был одним из самых успешных и знаменитых потомков Деметрия, он правил с 150 по 135 до н. э. Греческие авторы сравнивают его иногда с Александром Македонским, о его величии и завоеваниях пишет Страбон (XI.II.I).
Менандр, которого именуют Спасителем, обратился в буддизм, и его роль в распространении буддизма оценивается в буддийской литературе так же высоко, как роль царя Ашоки и кушанского царя Канишки. Его диалоги с буддийским монахом Нагасеной известны нам по сочинению «Вопросы Милинды» — в этих диалогах объясняется, как стать буддийским архатом.
Плутарх говорит, что после его смерти пепел от погребального костра был распределён между многими городами, и построены монументы (предположительно ступы), подобно ступам Будды.

### Распространение буддизма
По свидетельству Махавамсы, греческий монах Махадхармараксита пришёл из города Александрии (предположительно Александрия Кавказская около Кабула) c 30 тысячью монахов на церемонию открытия Великой Ступы в Анурадхапуре в Шри-Ланка. Это свидетельство говорит о существенной роли, которую играли греки в буддийской общине.
Находятся также надписи и посвящения от греческих губернаторов буддийского характера.
Хотя основная волна распространения буддизма в Центральной и Северной Азии связывается с кушанами, не исключена возможность, что буддизм получил распространение там раньше, через царство Гандхара, входившего в Греко-бактрийское и Индо-греческое царства.

### Греко-буддийское искусство
Искусство индо-греческого периода плохо засвидетельствовано, за исключением монет и каменных палет. Нередко работы Гандхары относят к более позднему периоду Индо-скифского царства, Индо-парфянского царства или Кушанского царства.
Трудность представляет датировка. По некоторым предположениям, работы с индийской и греческой символикой принадлежат странствующим греческим художникам первых веков нашей эры.
Предполагается также, что в индо-греческий период были распространены буддийские скульптурные изображения в греческой традиции, однако установить точную датировку не удаётся.

## Скифское и кушанское нашествия

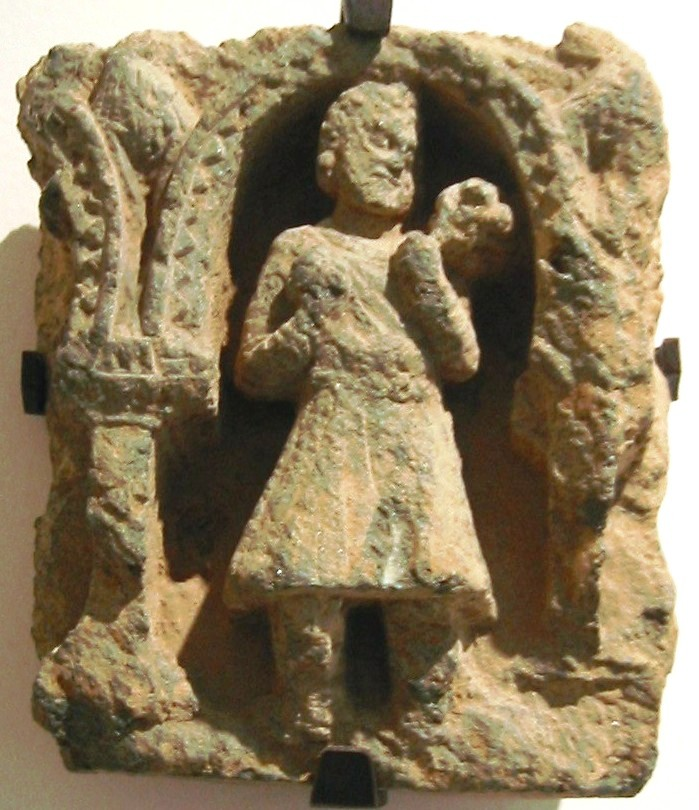
Кушанец в тунике, II век н. э., Гандхара.

С 130 года до н. э., индоевропейские кочевники (скифы и юэчжи) стали наступать на Бактрию с севера. В 125 году до н. э. греко-бактрийский царь Гелиокл покинул Бактрию и переместил свою столицу в долину Кабула, откуда он управлял своими индийскими владениями.
В то время как юэчжи задержались в Бактрии ещё на сотню лет, скифы двинулись на юго-восток в северный Пакистан и образовали индо-скифские царства, поначалу признавая главенство индо-греческих царей.
Индо-скифский царь Май занял Гандхару и Таксилу около 80 года до н. э., но после его смерти его царство не смогло продержаться, и индо-греки восстановили династию, которая опять стала успешно развиваться, что видно по обильному выпуску монет царей Аполлодота II и Гиппострата, пока наконец Азес I уже окончательно установил скифское владычество на северо-западе в 55 году до н. э. Индо-скифские монеты несут изображения персонажей греческой мифологии.
В последний период индо-греческие цари нашли поддержку Китайской империи. Хроника поздней династии Хань описывает альянс между китайским генералом Вэнь Чуном, управляющим пограничной областью в западном Ганьсу по поводу Ки-пинь (Кабульская долина) с Инь Мофу (Гермей), «сыном короля Юн-Кюй» (йонака, грек) около 50 года до н. э. Объединённые войска атаковали Ки-пинь, который был под контролем индо-скифов, и Инь Мофу. Гермей был провозглашён царём Ки-пинь как вассал Ханьской империи, получив китайские атрибуты власти и печать. Позднее китайцы потеряли интерес к таким удалённым землям, и альянс распался.
Последний царь западной индо-греческой территории Гермей, по всей видимости, был свергнут эллинизированными юэчжи около 70 до н. э., которые продолжали выпускать его монеты ещё до 40 года до н. э. Последний царь в центральной области Гиппострат был свергнут индо-скифами около 50 г. до н. э., но на востоке индо-греческие цари держались ещё до 10 года н. э., последним царём был Стратон II. Но в I веке ещё остались малые индо-греческие царьки, управлявшими небольшими греческими общинами без права выпуска монет, среди них известен Теодам на севере Гандхары.
Юэчжи, основавшие позже Кушанскую империю, в культурном и политическом отношении являлись последователями индо-греков, они переняли письмо, буддийское искусство, продолжали чеканить монеты Гермея, обосновывая свою преемственность.

## После гибели царства

### Генетика

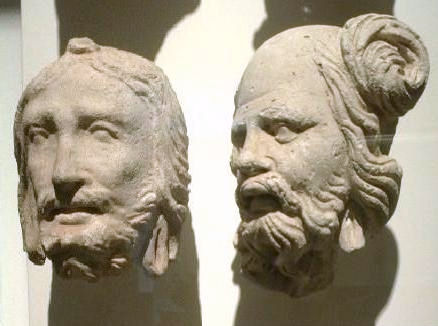
Портреты из Хадда, III век

Ограниченные генетические исследования ДНК митохондрий, проведённые на индийском субконтиненте, пытались оценить генетическую роль греков. Некоторые из важных маркеров, характерных для сегодняшних греков, так и не были обнаружены, поэтому генетическое влияние греков и европейцев в районе Пенджаба оценивают в интервале 0—15 %. Подробно: Kivisild et al. «Origins of Indian Casts and Tribes».
Однако, митохондриальная ДНК наследуется исключительно по женской линии, в то время как армия Александра Македонского состояла преимущественно из мужчин, которые не могли дать вклад в митохондриальную ДНК вне зависимости от числа оставленных потомков от местных женщин.
При этом ожидалось, что какие-то генетические особенности греков должны остаться в регионе, тем более что некоторые общины в Гиндукуше и таджикском Горном Бадахшане непосредственно считают себя потомками греков (в частности, пакистанские Калаша и хунза, и нуристанцы в Афганистане).
Но есть и предположение о том, что в армии Александра Македонского собственно греков было немного, а большинство солдат было персидского, скифского и фракийского происхождения.

### Римские и греческие контакты с Индией

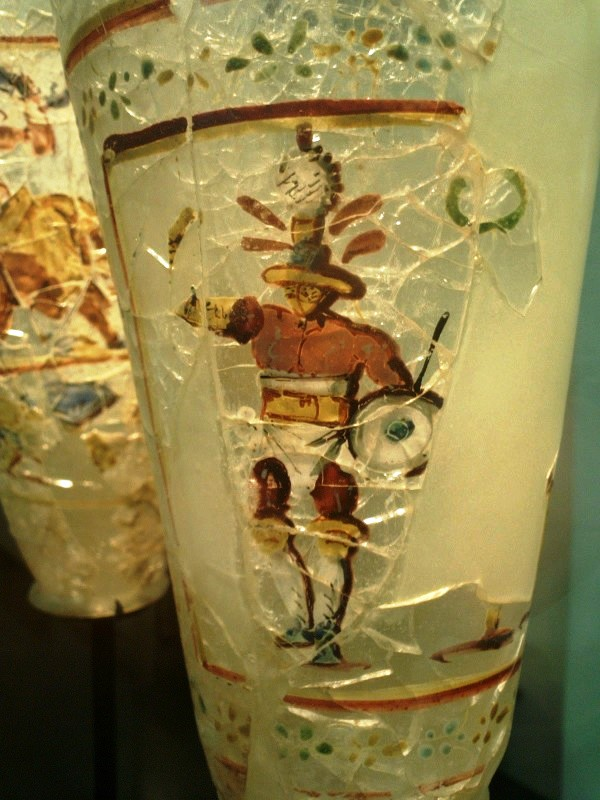
Греко-римский гладиатор на стеклянном сосуде, Беграм, 100-е годы

## Хронология царей и территорий

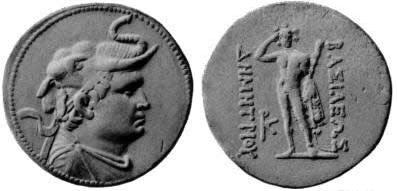
Деметрий I Бактрийский, основатель Индо-греческого царства

Потомки греко-бактрийского царя Евтидема I вторглись в Северную Индию около 180 до н. э., дойдя вплоть до столицы Восточной Индии Паталипутры и заняв область между Гиндукушем и Матхура и взяв под контроль большую часть северной Индии.
Территория Деметрия от Бактрии до Паталипутры была разделена на восточную и западную и управлялась удельными царями и их наследниками.
Западная часть управлялась далее царями Греко-Бактрийского царства вплоть до Гелиокла (130 до н. э.).
Восточная часть, в которую входили Паропамисады, Арахозия, Гандхара и Пенджаб до Матхура, управлялась династией, которая считается индо-греческой.

### Восточные земли
Территории: Паропамисады до Матхура (династия Евтидема)
- Агафокл Бактрийский (190—180 до н. э.) Монеты
- Панталеонт (190—185 до н. э.)
- Аполлодот I (180—160 до н. э.)
- Антимах II[англ.] Никефор (160—155 до н. э.) Монеты
- Деметрий II (индо-греческий царь) (155—150 до н. э.)

Узурпатор Евкратид смог свергнуть династию Евтидема и занять территорию до реки Инд в период между 170 и 145 до н. э.. Евкратид потом был убит своим сыном, после чего царь Менандр I смог взять под контроль все территории к западу от Гиндукуша
Территория от Гиндукуша до Матхура (150—125 год до н. э.):
- Менандр I (150—130 год до н. э.), наследник Аполлодота. Увеличил территорию царства и активно поддерживал буддизм.

Монеты
- Агафоклея (130—125 год до н. э.), вдова Менандра, царица-мать и регентша сына Стратона.

Монеты
После смерти Менандра его наследники были потеснены обратно на восток ко Гандхаре, потеряв Паропамисады и Арахосию, которые перешли во владения западного Индо-греческого царства. Позднее восточные цари были оттеснены ещё дальше до западного Пенджаба.
Территория от Гандхары/Западного Пенджаба до Матхура (125—100 год до н. э.):
- Стратон I (125—110 год до н. э.)Монеты, сын Менандра и Агатоклеи
- Гелиокл II[англ.] (125—100 год до н. э.) Монеты

Следующие цари управляли частями царства:
- Поликсен Эпифан Сотер (100 год до н. э.) — предположительно в Гандхаре.
- Деметрий III[англ.] Аникет (100 год до н. э.)

После 100 год до н. э. индийские цари овладели территорией Матхура и восточного Пенджаба за рекой Рави, и стали чеканить свои монеты. Западный царь Филоксен на короткое время овладел оставшейся греческой территорией от Паропамисад до западного Пенджаба между 100 и 95 год до н. э., но потом восточные цари снова смогли восстановиться на этой территории до запада Арахозии.
В течение I века до н. э. индо-греки постепенно теряли территорию по причине вторжения индо-скифов, последний царь Стратон II правил восточным Пенджабом до 10 н. э.
Территории: Арахосия и Гандхара (95—70 до н. э.)
- Аминта Никатор (95—90 до н. э.) Монеты
- Певколай Дикайос Сотер 90 до н. э..
- Менандр II[англ.] Дикей (90—85 до н. э.) Монеты
- Архебий[англ.] (90—80 до н. э.) (с западным Пенджабом) Монеты
- (Мауэс), индо-скифский царь.
- Артемидор Аникет[англ.] 80 до н. э. Монеты.
- Телеф Эвергет[англ.] (75—70 до н. э.) Монеты

Территория Западного Пенджаба (95—55 до н. э.)
- Эпандер (95—90 до н. э.) Монеты
- Архебий (90—80 до н. э.) Монеты
- (Мауэс), индо-скифский царь.
- Трасон (Фрасон) 80 до н. э. или ранее
- Аполлодот II (80—65 до н. э..) (правил и Восточным Пенджабом) Монеты
- Гиппострат (65—55 до н. э.) Монеты, свергнутый индо-скифским царём Азесом I.
- (Азес I) индо-скифский царь.

Около 80 до н. э. части восточного Пенджаба были снова взяты под контроль:
Территории: Восточный Пенджаб (80 до н. э. — 10 н. э.)
- Аполлодот II (80—65 до н. э..) Монеты
- Дионисий Сотер[англ.] (65—55 до н. э.)
- Зоил II[англ.] (55—35 до н. э.)
- Аполлофан Сотер (35—25 до н. э.)
- Стратон II (25 до н. э. — 10 н. э.) Монеты
- (Раджувула), индо-скифский царь.

### Западные земли
В западной части греко-бактрийского и индо-греческого пространства правили уже западные цари. После смерти Менандра I Паропамисады и Арахозия были потеряны, и западные цари вторглись в Гандхару. Некоторые из этих царей причисляются к династии Эвкратида.
Территории: Паропамисады, Арахозия, Гандхара (130—95 до н. э.):
- Зоил I (130—120 до н. э.) восстал против династии Менандра.Монеты
- Лисий Аникет (120—110 до н. э.), предположительно занял Гандхару. Монеты
- Антиалкид (115—95 до н. э.) Монеты
- Филоксен[англ.] (100—95 до н. э.) Монеты. Правил также в западном Пенджабе.

После правления Филоксена Западное царство распалось и ослабело, следующие цари правят преимущественно в области Паропамисады.
Территория Паропамисады (95—70 до н. э.)
- Диомед Сотер[англ.] (95—90 до н. э.) Монеты
- Теофил[англ.] (90 до н. э.) Монеты
- Никий[англ.] (90—85 до н. э.)
- Гермей (90—70 до н. э.)
- (правители Юэчжи)

Предположительно Юэчжи заняли Паропамисады после Гермея. Первый упоминаемый в документах принц Юэчжи Сападбиз правил около 20 до н. э., о нём говорится по-гречески в том же стиле, что и о предыдущих греческих царях. Юэчжи распространились на восток в I веке н. э., и образовали Кушанскую Империю. Первый кушанский царь Куджула Кадфиз ассоциировал себя с Гермеем на своих монетах, видимо, подчёркивая свою преемственность или обосновывая право на престол.

### Отдельные поздние греческие цари на западе
Уже после того, как индо-скифы овладели Северной Индией, отдельные греческие общины, видимо, ещё продолжали управляться малыми царями, уже не упоминаясь на монетах, в областях Парапомисады и Гандхара.
- Теодам (I век н. э.) Индо-греческий правитель области Баджаур в северной Гандхаре.

Судя по надписям царей Сатаваханы, военные отряды индо-греков ещё во II веке н. э. продолжали играть значимую роль в политике региона.